# Paulo Leal
Paulo Vicente Pereira d’Eça e Albuquerque Leal (Lisszabon, 1901. július 15. – ?, 1977. szeptember 18.) olimpiai bronzérmes portugál párbajtőrvívó.